# Kees Hazevoet
Cornelis Jan „Kees“ Hazevoet (* 15. März 1948 in Amsterdam) ist ein niederländischer Pianist und Klarinettist (daneben auch Trompete) des Free Jazz, der seit 1980 ausschließlich als Zoologe tätig ist.

## Leben
Hazevoet gehörte zu den Pionieren des Free Jazz in Holland. Als Jugendlicher hatte er Privatunterricht in Klavier, er besuchte Workshops bei Theo Loevendie, wurde aber nicht zum Konservatoriums-Studium zugelassen. Er spielte ab 1963 professionell Jazz und wandte sich um 1965 dem Free Jazz zu, insbesondere beeinflusst von Albert Ayler. Er war Mitglied einer der ersten Gruppen von Willem Breuker (1966) und spielte auf dessen Debütalbum. 1970 bildete er ein Quartett mit dem (Alt-)Saxophonisten Kris Wanders, dem Bassisten Arjen Gorter (den er noch aus Schultagen kannte) und dem südafrikanischen Schlagzeuger Louis Moholo („Pleasure“ 1970). Außerdem spielte er mit Hans Dulfer (1970/71), mit dem er auch 1970 aufnahm. Mit seiner Gruppe „Haazz & Company“ nahm er 1976 „Unlawful Noise“ auf (mit Moholo, Johnny Dyani, Peter Brötzmann, Peter und Han Bennink, live aus dem Bimhuis). Seine Zusammenarbeit mit Han Bennink begann 1967 und dauerte bis 1980. Beide Platten wurden bei Atavistic neu aufgelegt. Als Inspirationsquellen nannte er die nicht romantische Natur und die Musik selbst als Naturereignis aufzufassen.
1980 gab er seine Jazzkarriere auf und studierte Zoologie (Promotion 1996 an der Universität Amsterdam). Seit 1998 ist er Kurator für Ornithologie am Naturkundemuseum der Universität Lissabon. Er ist Autor der „Birds of the Cape Verde Islands“, British Ornithological Union 1995 (ISBN 0-907446-17-5). Er ist Mitherausgeber der Zeitschrift „Atlantic Seabirds“. Neben Vogelkunde ist er auch in der Walbeobachtung aktiv (mit Wenzel „Whales and Dolphins of the Cape Verde Islands“, Contributions to Zoology Bd. 69, 2000).
1972 erhielt er den Boy-Edgar-Preis. Er war auch einer der Gründer des Bimhuis in Amsterdam.
Er war in den 1970er Jahren Sekretär der Stiftung Jazz in Nederland.